# Виталий Дараселия
Виталий Дараселия (на грузински: ვიტალი დარასელია; на руски: Виталий Дараселия) е съветски
футболист. Почетен майстор на спорта на СССР (1981).

## Кариера
Повечето от кариерата си, прекарва в Динамо Тбилиси. Той вкарва решаващият гол във финала за Купа на носителите на купи 1980/81. Има 22 мача и 3 гола за националния отбор на СССР. Участник на Световното първенство през 1982 г.

## Смърт
Загива при автомобилна катастрофа. Малко преди това, Дараселия получава нова кола и апартамент. На този ден, той и негов приятел от Тбилиси отиват да помагат на по-малкия му брат - Генадий, тъй като полицията го арестува. Колата пада в планинска река. Известно е, че колите са две. Кой кого е избутал, не е ясно. Силният поток на реката отнася тялото му на 2 километра. Областният на Зестафони, Мамука Асланишвили праща стотици хора в търсене на футболиста и едва след 13 дни, тялото на Дараселия е намерено.
Погребан е като национален герой, в родния си град Охамчира.

## Памет
Съпругата му се казва Марина. Двамата се женят 2 години по-рано. Те имат 2 деца: синът му, Виталий Дараселия-мл. също е футболист, има и дъщеря.
През 2007 г., по случай 25-годишнината от смъртта на Виталий Дараселия, ветераните играят мач в негова чест. В град Охамчира местният стадион е кръстен на футболиста.

## Отличия

### Отборни
Динамо Киев
- Съветска Висша лига: 1978
- Купа на СССР по футбол: 1976, 1979
- Купа на носителите на купи: 1981